# 陰盈
陰盈（1471年—16世紀），字克復，河南汝寧府汝陽縣軍籍，山西平遥县人，明朝政治人物。

## 生平
陰盈是弘治十一年（1498年）戊午科河南鄉試第三十五名舉人，十二年（1499年）聯捷己未科進士，獲授中書舍人，正德三年（1508年）因守制起復違限被降為晉州判官，遷南和知縣，為政威嚴明決，強橫者都屏跡，良民安居樂業，陞戶部主事、員外郎，釐奸剔弊沒有忌憚，死後入祀鄉賢祠。

## 家族
曾祖阴厚；祖阴铭；父阴訪。母温氏。具庆下。兄阴盤、阴蓝。

## 引用
1. 1 2  《古今圖書集成·明倫彙編·氏族典·卷三百六十四》：陰盈 按《萬姓統譜》：「盈，字克復，汝陽人。弘治己未進士。正德初任知縣。臨政威嚴，聽訟明決，強橫屏跡，善良安業，凡賞罰期會，信義弗爽。以課最陞主事。」
2. ↑  《明武宗毅皇帝實錄·卷三十六》：（正德三年三月庚子）降中書舍人陰盈為直隸晉州判官，以守制起復違限。
3. ↑  康熙《汝陽縣志·卷八·選舉志》：明進士……（弘治）十三年（十二年）己未科倫文敘榜一人……陰盈 字克復，中書舍人，遷晉州州同、南和知縣，轉戶部員外，釐奸剔弊毫無所憚，祀鄉賢……□□（舉人）……（弘治）戊午科二人……陰盈 己丑科進士
4. ↑  龚延明主编. . 宁波: 宁波出版社. 2016. ISBN 978-7-5526-2320-8. 《天一閣藏明代科舉錄選刊.登科錄》之《弘治十二年己未科進士登科錄》